# 恒星風
恒星風（こうせいふう）あるいは単に星風（せいふう）とは、恒星表面から吹き出すガスの流れのことである。太陽からも太陽風という形で常時ガスが放出されており、太陽フレアの際には太陽風の速度が上昇する。
恒星は自分自身の重力によってガスを保持している。しかし表面でガスの圧力や輻射圧（光圧）、磁気的な圧力などが高くなることによって一部のガスが重力を振り切って恒星から放出される。
おうし座T型星においては、主系列星に移行する途中のある時期に急激に恒星風が強くなり周囲のガスを吹き飛ばすと考えられている。
赤色巨星の表面においては重力が弱いために容易にガスが放出される。そのため赤色巨星が恒星風として放出する質量は太陽よりも数万倍も多い。
また大質量星においては星の表面が高温であるためガスの圧力や輻射圧が高く恒星風が強い。このような星が恒星風によって水素の外層を失ったと考えられるのがウォルフ・ライエ星である。